# Александр Афродисийский

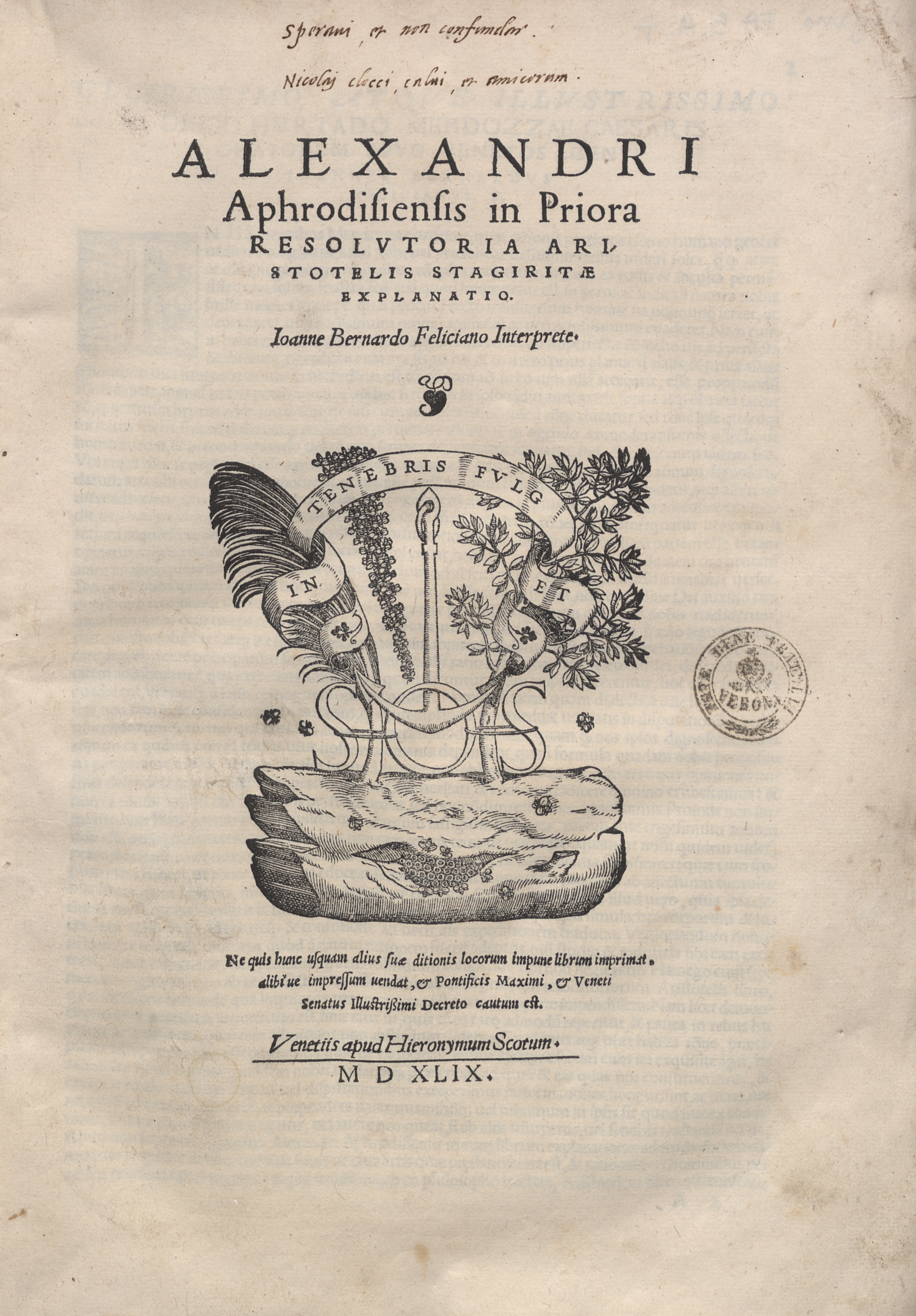
Commentaria in Analytica priora Aristotelis, 1549

Алекса́ндр Афродиси́йский (Алекса́ндр Афродизи́йский, Александр из Ка́рии; конец II — начало III века н. э.) — философ-перипатетик, комментатор Аристотеля из города Афродисиас.

## Научная деятельность
Ученик Аристотеля из Митилены и Созигена, Александр жил в Афинах при римских императорах Септимии Севере и Каракалле в 198—211 годы.
Из его комментариев к сочинениям Аристотеля особенно замечательны комментарии к «Метафизике», долгое время известные только в латинском переводе Сепульведы (Рим, 1527; Вена, 1554, 1561) и только в 1847 году появившиеся в оригинале в издании Германа Боница (Берлин). Многие из его сочинений существуют только в арабском переводе.
От других комментаторов Аристотеля Александр отличается более самостоятельным мышлением; ему принадлежит остроумное обсуждение вопросов метафизики, направленное против стоиков.
В полемике против стоиков Александр начал рассматривать логику как знания о рассуждении (в противоположность её рассмотрению как нормативной дисциплины, «каноники»), чем положил начало многовековой дискуссии о предмете логики.
Александр выказал себя таким глубокомысленным и тонким комментатором Аристотеля, что стал известен преимущественно под именем «экзегета» и основал школу, ученики которой назывались александрийцами, позднее александристами.
В эпоху Возрождения александристами называли тех из последователей Аристотеля, которые в противоположность аверроистам принимали принадлежащее Александру естественно-научное толкование учения Аристотеля, именно в вопросе о бессмертии души; их главою был Помпонаций (1462—1524).

## Сочинения
- Ueber Schicksal und Seibstbestimmung.
- Quaestiones naturales.
- De anima.
- Commentaria in Aristotelem Graeca / Diels, H. (ed.). — Berlin: Reimer, 1882—1909.
  - Vol. 1: On the Metaphysics / Hayduck, M. (ed.), 1891.
  - Vol. 2.1: On Prior Analytics 1 / Wallies, M. (ed.), 1883.
  - Vol. 2.2: On the Topics / Wallies, M. (ed.), 1891.
  - Vol. 2.3: On Sophistical Refutations / Wallies, M. (ed.), 1898.
  - Vol. 3.1: On De sensu / Wendland, P. (ed.), 1901.
  - Vol. 3.2: On Meteorology / Hayduck, M. (ed.), 1899.

Александру приписывают, совершенно неосновательно, два сочинения медицинского содержания: «De febribus» и «Problemata».
Александр также дал сводку знаний о зрительном восприятии.

### Тексты и переводы

#### Комментарии к Аристотелю
Издания публиковались в серии «Commentaria in Aristotelem Graeca», английские переводы публикуются в серии «Ancient Commentators on Aristotle».
- Комментарий к «Метафизике» Аристотеля:
  - текст: CAG. Vol. 1 (1891). 950 p. Александр Афродисийский и Михаил Эфесский, «Метафизика».
  - англ. пер.:
    - W. E. Dooley, 1989, Alexander of Aphrodisias: On Aristotle Metaphysics 1
    - W. E. Dooley, A. Madigan, 1992, Alexander of Aphrodisias: On Aristotle Metaphysics 2-3 242 p. ISBN 978-0-8014-2740-4
    - A. Madigan, 1993, Alexander of Aphrodisias: On Aristotle Metaphysics 4 ISBN 978-0-8014-2977-4
    - W. Dooley, 1993, Alexander of Aphrodisias: On Aristotle Metaphysics 5 ISBN 978-0-8014-2969-9
- Комментарий к «Первой аналитике» Аристотеля:
  - текст: [CAG. Vol. 2 pt. 1 (1883)] Александр Афродисийский, «Первая аналитика», кн. 1.
  - англ. пер.:
    - J. Barnes, S. Bobzien, K. Flannery, K. Ierodiakonou, 1991, Alexander of Aphrodisias: On Aristotle Prior Analytics 1.1-7
    - I. Mueller, J. Gould, 1999, Alexander of Aphrodisias: On Aristotle Prior Analytics 1.8-13
    - I. Mueller, J. Gould, 1999, Alexander of Aphrodisias: On Aristotle Prior Analytics 1.14-22
    - I. Mueller, 2006, Alexander of Aphrodisias: On Aristotle Prior Analytics 1.23-31
    - I. Mueller, 2006, Alexander of Aphrodisias: On Aristotle Prior Analytics 1.32-46
- Комментарий к «Топике» Аристотеля.
  - текст: CAG. Vol. 2 pt. 2 (1891). 787 p.
  - англ. пер. (начат): J. M. Van Ophuijsen, 2000, Alexander of Aphrodisias: On Aristotle Topics 1
- CAG. Vol. 2 pt. 3 (1898) Псевдо-Александр Афродисийский (Михаил Эфесский). «О софистических опровержениях».
- Комментарий к «О чувственном восприятии» Аристотеля:
  - текст: CAG. Vol. 3 pt. 1 (1901). 515 p.
  - англ. пер.: A. Towey, 2000, Alexander of Aphrodisias: On Aristotle On Sense Perception
- Комментарий к «Метеорологике» Аристотеля:
  - текст: CAG. Vol. 3 pt. 2 (1899)
  - англ. пер. E. Lewis, 1996, Alexander of Aphrodisias: On Aristotle Meteorology 4

Комментарии, отсутствующие в CAG:
- Комментарий к «О возникновении и уничтожении» Аристотеля:
  - англ. пер.: E. Gannagé, 2005, Alexander of Aphrodisias: On Aristotle On Coming-to-Be and Perishing 2.2-5
- Комментарий ко «Второй аналитике»:
  - фр. пер.: Commentaire sur les 'Second Analytiques' d’Aristote, trad. Paul Moraux, Berlin, éd. de Gruyter, 1979.
- Комментарий к «О небе» (фрагменты):
  - Alessandro di Afrodisia. Commento al De caelo di Aristotele. Frammenti del primo libro, A. Rescigno (ed.), Amsterdam: Hakkert, 2004.
  - Alessandro di Afrodisia. Commento al De caelo di Aristotele. Frammenti del secondo, terzo, e quarto libro, A. Rescigno (ed.), Amsterdam: Hakkert, 2008.

#### Оригинальные сочинения
- Издания: Supplementum к CAG (Scripta Minora / Bruns, Ivo (ed.). — Vol. 1, 2. — Berlin: Reimer, 1887, 1892):
  - Vol. I. Александр Афродисийский. «Вопросы», «О судьбе», «О смешении».
  - Supplementum. Vol. 2 pt. 1 (1887). De anima liber cum Mantissa Александр Афродисийский, «О душе», с приложением малых сочинений самого Александра.
  -  Малые сочинения Александра.

Английские переводы в серии ACP:
- R. W. Sharples, 1990, Alexander of Aphrodisias: Ethical Problems
- R. W. Sharples, 1992, Alexander of Aphrodisias: Quaestiones 1.1-2.15
- R. W. Sharples, 1994, Alexander of Aphrodisias: Quaestiones 2.16-3.15
- R. W. Sharples, 2004, Alexander of Aphrodisias: Supplement to On the Soul

Английские переводы вне серии:
- On Fate. Text, trans., and comm. by R. W. Sharples. L., 1983.
- Fotinis A. P. The De Anima of Alexander of Aphrodisias. Wash., 1979.
- перевод с арабского: Genequand C. Alexander of Aphrodisias: On the Cosmos. Leiden, 2001.

Французские переводы:
- Traité de la providence, trad. Pierre Thillet, Verdier, 2003.
- Перевод в серии «Collection Budé»: Alexandre d’Aphrodise. Traité du destin. Texte établi et traduit par P. Thillet. P., 1984. 2e tirage 2002. CLVIII — 186 p. Index. Bibliographie. ISBN 978-2-251-00365-8

Итальянский перевод:
- Alessandro di Afrodisia. L’anima. Trad. P. Accattino, P. L. Donini. R.; Bari, 1996.

Русский перевод:
- Солопова М. А. Александр Афродисийский и его трактат «О смешении и росте» в контексте истории античного аристотелизма: Исследование, греческий текст, перевод. М.: Наука. 2002. 224 стр. ISBN 5-02-013198-9

### Исследования
- Солопова М. А. Александр Афродисийский. // Античная философия. Энциклопедический словарь. М., 2008. С. 83-89. (с библиографией)
- Riin Sirkel. Alexander of Aphrodisias’s Account of Universals and Its Problems // Journal of the History of Philosophy Volume 49, Number 3, July 2011, pp. 271—295.
- Gili Luca, 2011, La sillogistica di Alessandro di Afrodisia. Sillogistica categorica e sillogistica modale nel commento agli «Analitici Primi» di Aristotele. Hildesheim: Georg Olms. ISBN 9783487146140
- D’Ancona C., Serra, G. Aristotele et Alessandro di Afrodisia nella tradizione araba. — Padova, 2002. — 334 с.
- Bonelli M. Alessandro di Afrodisia e la metafisica come scienza dimostrativa. — Naples, 2001. — 316 с.
- Moraux P. Alexandre d’Aphrodise: exégète de la noétique d’ Aristote. — Liège, 1942. — 239 с.